# Чолбон (село)
Чолбо́н (якут. Чолбон) — село в Верхоянском улусе Якутии России. Входит в состав Янского наслега.

## География
Село находится в северной части Якутии, в правобережной части долины реки Яны, у озёр Накы, Орто-Аян на расстоянии 13 километров от административного центра улуса — посёлка Батагай и в 10 километрах от центра наслега — села Юттях.
Уличная сеть не развита.
Климат
Климат характеризуется как резко континентальный, с продолжительной морозной малоснежной зимой и коротким прохладным летом. Средняя температура воздуха самого тёплого месяца (июля) составляет 16-17 °C; самого холодного (января) −38 −48 °C. Среднегодовое количество атмосферных осадков составляет 150—300 мм. Снежный покров держится в течение 215—235 дней в году.

## История
Чолбон на якутском языке — «утренняя звезда», Венера; в якутской мифологии Чолбон — дух-хозяин звезды, который насылает на Землю холод).
Согласно Закону Республики Саха (Якутия) от 30 ноября 2004 года N 173-З N 353-III село вошло в образованное муниципальное образование Янский наслег.

## Население
| 2002 | 2010 | 2021 |
| ---- | ---- | ---- |
| 19   | ↘5   | ↘0   |

Национальный состав
Большинство жителей якуты.
Согласно результатам переписи 2002 года, в национальной структуре населения якуты составляли 89 % из 19 чел.

## Инфраструктура
Скотоводство.

## Транспорт
Связан со строящейся автодорогой «Яна».